# Lauenthal (Burg und Mühle)
Die Lauenthaler Mühle war eine Mühle an der Fuhse, genau in der Mitte zwischen den Ortsteilen Adenstedt und Gadenstedt der Gemeinde Ilsede im Landkreis Peine in Niedersachsen.

## Geschichte
Die Mühle wurde um 1750 auf dem Gelände einer alten Burg errichtet. Um die Mühle betriebsfähig zu halten, wurde der Lauf der Fuhse verlegt. Auch der Name wurde von der ehemaligen „Burg Lauenthal“ (Burg Löwenthal) übernommen.

### Burg Lauenthal
Die Burg Lauenthal wurde schon 1291 im Verlauf des Herlingsberger Krieges zerstört und nie wieder aufgebaut. Sie war vom welfischen Herzog Heinrich dem Wunderlichen widerrechtlich auf dem Gebiet des hildesheimischen Amts Peine errichtet worden, wohl zum Schutz des nahen Ölsburg. Dies war eine der ältesten Siedlungen an der Fuhse, als Burg Ölsburg ein Verwaltungsmittelpunkt der fränkischen Kaiser und bis 1941 eine Exklave des Herzogtums Braunschweig beziehungsweise des Landes Braunschweig.
Bei den noch existierenden Burgresten wurden eine Infotafel und Sitzgelegenheiten errichtet. Die Gedenktafel zur Burg erwähnt den nahen Grenzübergang zwischen den Gebieten von Braunschweig und Hildesheim.

### Lauenthaler Mühle
Die Infotafel zur Mühle erwähnt das Alter der Mühle und dass es zwischen Bewohnern von Gadenstedt und Adenstedt wegen des Baus der Mühle zu gerichtlichen und sogar tätlichen Auseinandersetzungen kam. Wahrscheinlich wurden beim Bau der Mühle alte Steine der Burgruine verwendet.
1760 wurde Lauenthal als eigene Gemeinde des Hochstifts Hildesheim erwähnt, bestehend aus der Mühle und einem freien Hof, die beide der Familie von Gadenstedt gehörten.